# ノーフォーク島空港
ノーフォーク島空港（Norfolk Island Airport）は、オーストラリア領のノーフォーク島にある空港である。

## 就航路線
オークランド、シドニー、メルボルン、ブリスベン、ニューカッスル